# Cmentarz Zachodni w Norymberdze
Cmentarz Zachodni w Norymberdze jest jedną z największych nekropolii w Norymberdze i zajmuje całą dzielnicę o tej samej nazwie. Cmentarz został założony w 1880 r. na północ od dolnego biegu rzeki Pegnitz. Główna brama powstała w 1878 r., a krematorium zbudowano w 1913 r. Plastyka Opłakująca Noris pochodzi z 1923 r.

## Źródła
- Charlotte Bühl: Westfriedhof. In: Michael Diefenbacher, Rudolf Endres (Hrsg.): Stadtlexikon Nürnberg. 2., verbesserte Auflage. W. Tümmels Verlag, Nürnberg 2000, ISBN 3-921590-69-8